# 20-я воздушная армия (США)
20-я воздушная армия (англ. Twentieth Air Force) — армия ВВС США в подчинении Глобального ударного командования. На вооружении 20-й воздушной армии находятся все ракетно-ядерные силы США наземного базирования. Штаб 20-й ВА — авиабаза Уоррен в Шайенне, штат Вайоминг.

## Структура
- Управление
  - 90-е ракетное крыло
    - 319-я ракетная эскадрилья
    - 320-я ракетная эскадрилья
    - 321-я ракетная эскадрилья

  - 91-е ракетное крыло
    - 740-я ракетная эскадрилья
    - 741-я ракетная эскадрилья
    - 742-я ракетная эскадрилья

  - 341-е ракетное крыло
    - 10-я ракетная эскадрилья
    - 12-я ракетная эскадрилья
    - 490-я ракетная эскадрилья

  - 625-я эскадрилья стратегических операций

## Вооружение
На вооружении 20-й воздушной армии находятся исключительно баллистические ракеты и одного типа: LGM-30G Minuteman III. Межконтинентальные баллистические ракеты шахтного базирования с одиночным стартом, оснащённые термоядерными моноблочными головными частями высокой точности, МБР «Минитмен» 3-го поколения были приняты на вооружение USAF в 1969 году (первоначально в варианте с разделяющимися головными частями индивидуального наведения — по три боеголовки на каждой МБР). Дальность пуска — до 13 000 км. Группировка МБР 20-й ВА насчитывает в настоящее время 400 единиц (8 ракетный эскадрилий в составе трёх воздушных крыльев), из которых 90% находятся на боевом дежурстве (но нацелены, согласно официальным заявлениям, на пустынные районы Мирового океана).